# Veleso
Veleso är en ort och kommun i provinsen Como i regionen Lombardiet i Italien. Kommunen hade 218 invånare (2018).